# Schloss Fischbach (Nittenau)

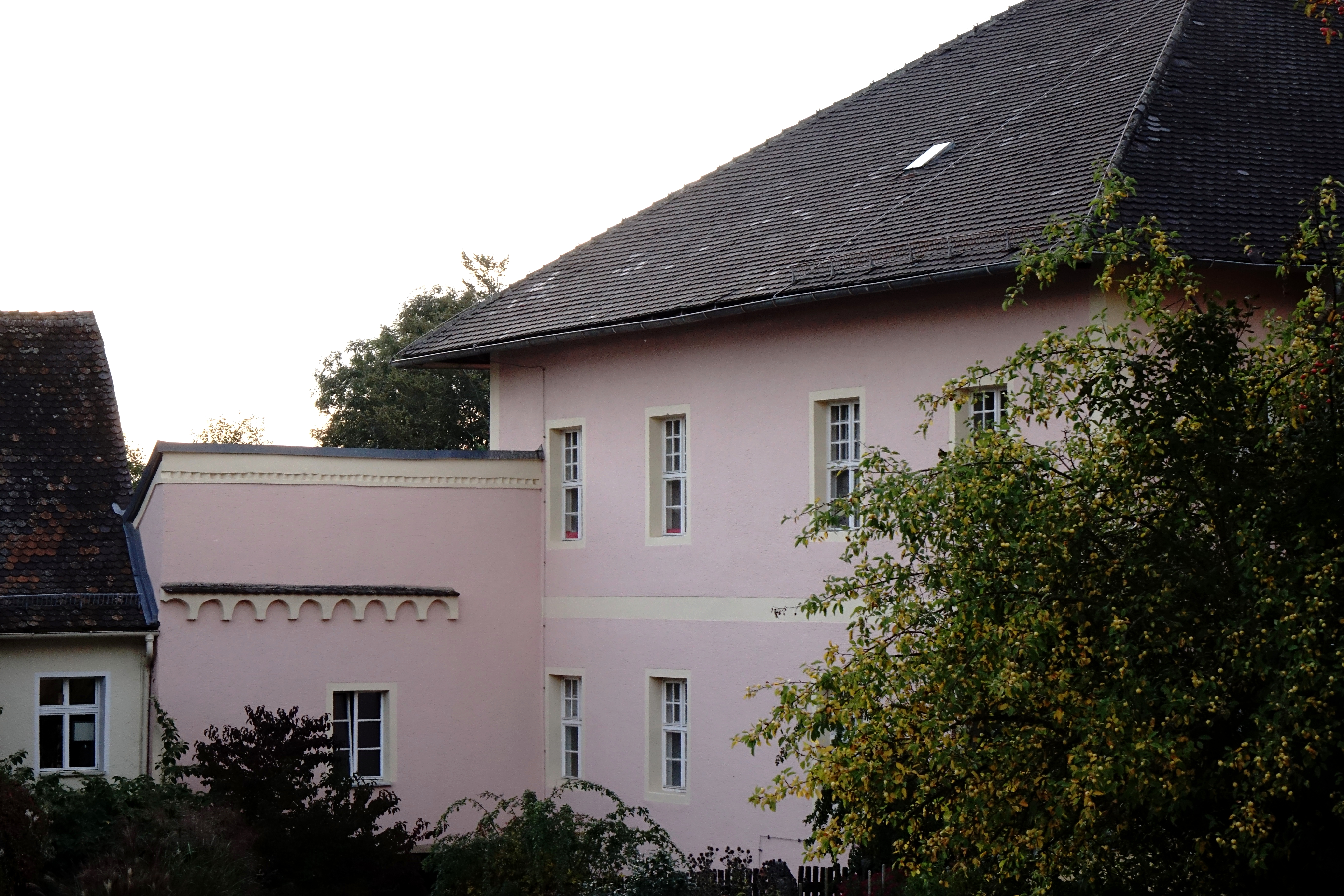
Schloss Fischbach

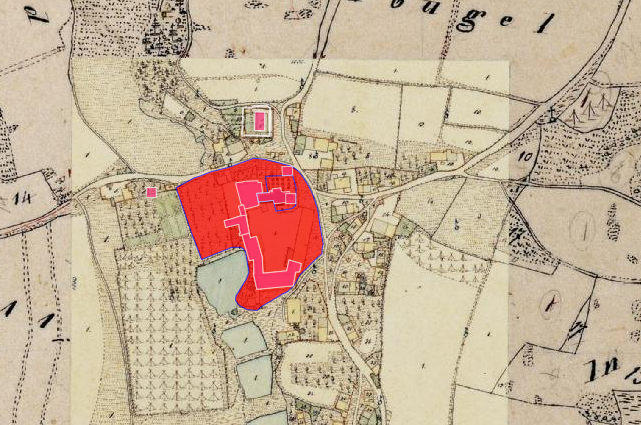
Lageplan von Schloss Fischbach (Nittenau) auf dem Urkataster von Bayern

Das denkmalgeschützte Schloss Fischbach befindet sich in dem gleichnamigen Gemeindeteil der oberpfälzischen Gemeinde Nittenau im Landkreis Schwandorf von Bayern (Nittenauer Straße 18). Es ist unter der Aktennummer D-3-76-149-33 als Baudenkmal von Fischbach verzeichnet. „Archäologische Befunde und Funde im Bereich des ehem. Schlosses in Fischbach, zuvor wohl mittelalterliche Burg“ werden zudem als Bodendenkmal unter der Aktennummer D-3-6739-0082 geführt.

## Geschichte
Fischbach lag in dem Waldgebiet Rechart, das 1156 auch Roshaupt genannt wurde und zum Nittenauer Forst und somit zum Reichsgut Nittenau gehörte. König Heinrich II. hatte damit am 1. November 1007 das Bistum Bamberg dotiert. Um 1123 stattete Bischof Otto I. das Kloster Ensdorf mit Besitzungen in den Wäldern Rechart und Durne aus, die bis zu seinem Tode der Edelfreie (vir nobilis) Friedrich von Hopfenhohe-Pettendorf-Lengenfeld († 3. April 1119) vom Bistum Bamberg als Lehen innegehabt hatte. 1329 ist hier ein herr Witiben von Vischbach bezeugt und 1363 dessen Sohn Ortlieb der Witzel. Aber bereits 1365 ist hier Hanns der Kemnater beurkundet. Dann kam Fischbach in die Hände des Ruger von Teuern. Von diesem erwarben es die Brüder Ruger und Hans die Tannhauser. Diese hatten mit dem Kloster Ensdorf um 1400 einen Streit, in dessen Verlauf das Kloster seinen Eigenbesitz zu Fischbach verlor und nur die Zinsen von dort behielt.
Albrecht von Wirsperg, Landrichter und Pfleger zu Neunburg vorm Wald, erwarb 1512 vom Kloster Ensdorf dessen Nittenauer Güter; das Kloster war wegen eines Brandes 1507 zu Besitzveräußerungen gezwungen. 1512 wurden von ihm die Herrschaften Stockenfels und Fischbach zusammengelegt. Er hatte auch das Recht (sog. Kirchensatz), den Pfarrer von Fischbach vorzuschlagen, das Zehentrecht, die Vogtei und das Lehensrecht über den Besitz der Kirche von Fischbach. Noch 1841 übten die Inhaber der Herrschaft Stockenfels-Fischbach das Patronatsrecht aus. Durch Heirat mit einer Tochter des Hans Thanhauser des Jüngeren gelangte Albrecht von Wirsberg an den Sitz Fischbach, den er aber im Zuge einer Einigung über die Herrschaft Stockenfels an die Pfalzgraf von Pfalz-Neuburg übergab. Die Pfalzgrafen Ludwig und Friedrich erwarben am 26. August 1509 auch den Markt Nittenau von Albrecht von Wirsberg zurück, der von deren Vater, Philipp der Aufrichtige, an den Wirsberg mit dem Recht auf Wiedereinlösung verkauft worden war. 1533 veräußerte Thomas von Reitzenstein Schloss Fischbach und Stockenfels mit ihren Zugehörungen dem Ritter Christoff Plarer, Hauptmann zu Regensburg. Da dieser bis zu seinem Tod die Kaufsumme noch nicht dem Thomas von Reitzenstein erstattet hatte, fielen die Besitzungen wieder an diesen zurück. Von diesem gingen Stockenfels und Fischbach an Silvester zu Plankenstein, der diese 1545 an den Ritter Walter von Habsberg zu Rackenstein veräußerte. Zwischen diesem und den Plankensteinern kam es 1546 zu „Irrungen“, im Laufe derer Letzterem die Erlaubnis zuteilwurde, die beiden Güter wieder zu übernehmen und auch an seine Bürgen zu verpfänden. Nach dem Tod des Plankenstein verkauften seine Bürgen, da die Schulden noch nicht abgegolten warfen, die Besitzungen 1553 an Sebald Rech von Rechenberg. Allerdings konnte auch dieser die Bürgschaften nicht ablösen und so löste die Pfalz die Besitzungen ab und zog sie ein.
1558 erwarb das Kloster Reichenbach die Herrschaft Stockenfels-Fischbach von Kurfürst Ottheinrich von der Pfalz, verkaufte dieses aber bereits am 22. Februar 1565 an Hans Schott, Rat und Hofmeister des Pfalzgrafen Ludwig. Dieser erreichte die Umwandlung des bisherigen Mannlehens in ein echtes Ritter-, Mann- und Stammlehen. Bis 1618 blieben Fischbach und Stockenfels im Besitz der Familie Schott. Konrad Schott sah sich wegen seiner bedeutenden Schulden aber zum Verkauf seiner Güter gezwungen und so kamen beide Besitzungen an die Burggrafen von Dohna. Christoph von Dohna, Landrichter zu Neunburg, fertigte am 26. Mai 1620 für sich und seine Brüder Friedrich, Fabian den Jüngeren, Abraham, Dietrich und Achaz den Reversbrief aus. Da Christoph von Dohna als Anhänger des Winterkönigs Friedrich in Reichsacht fiel, zog Kaiser Friedrich II. dessen Lehen 1621 ein und schenkte sie dem Fürsten Johann zu Hohenzollern-Sigmaringen. Ihm folgte am 30. September 1643 Fürst Menrad von Hohenzollern-Sigmaringen nach.

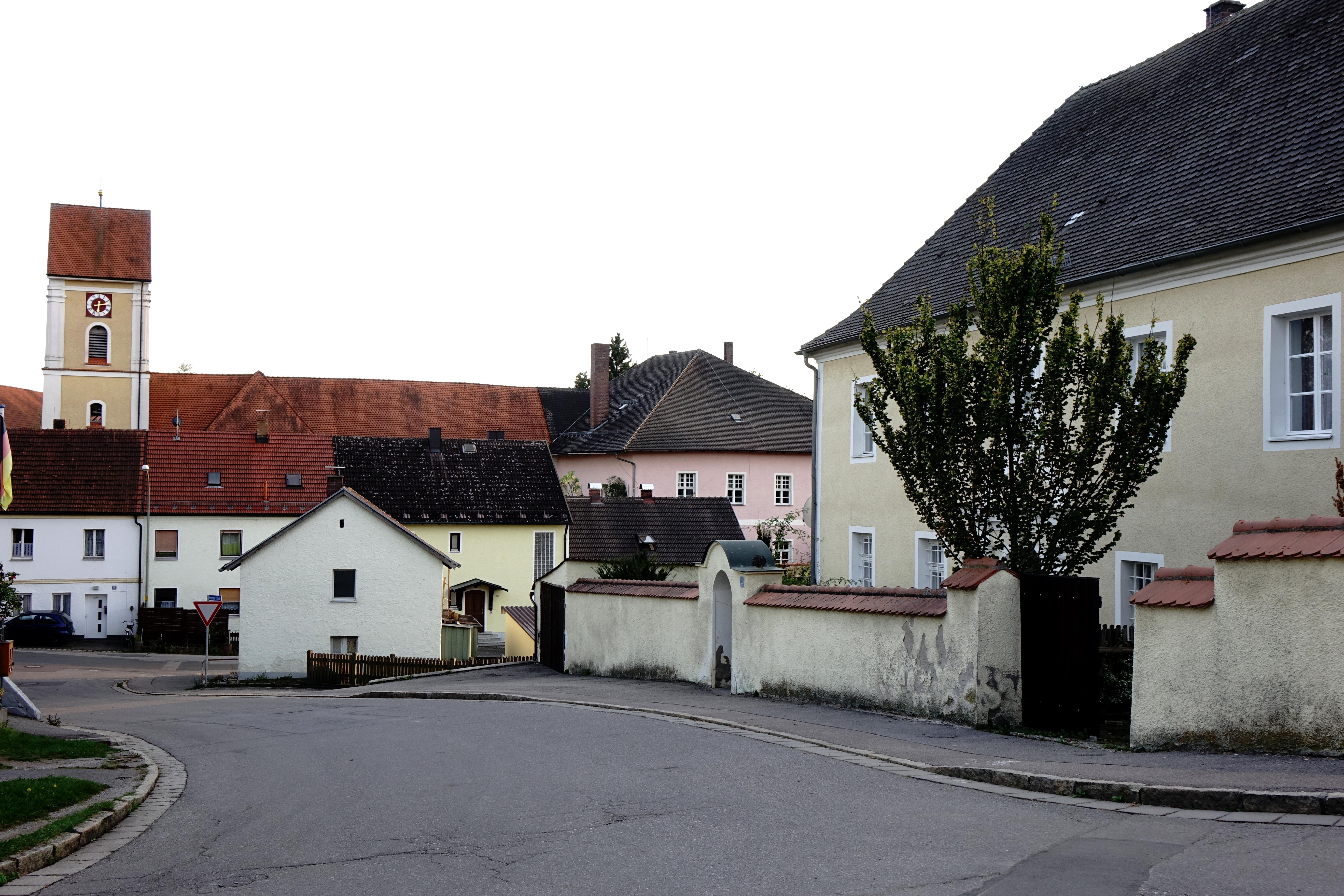
Rechts der alte Pfarrhof, links Kirche St. Jacobus, rechts davon ein Teil des Schlosses

Nach dem Westfälischen Frieden wurden auf Anordnung von Kurfürst Maximilian die Dohna’schen Erben wieder auf Stockenfels und Fischbach eingesetzt. 1680 sind die Brüder Friedrich Karl, Dietrich Christoph Friedrich und Christoph Grafen von Dohna als Lehensträger verzeichnet. Unter den Grafen Dohna bewirtschaftete Georg Wegele – späterer Inhaber des Burggutes von Wetterfeld – als Pächter die beiden Lehen. 1686 erwarb Christoph Leopold Graf von Thürheim diese Güter. Da Stockenfels im Dreißigjährigen Krieg stark zerstört wurde, verlagerte sich der Sitz nach Fischbach. Im Besitz dieser Familie blieben beide Lehen bis 1801. Mit Kaufbrief vom 22. Dezember 1801 veräußerte Friedrich Graf von Thürheim Fischbach mit Stockenfels an Wilhelm Karl Graf von Eckart, der von diesem bereits auch Zangenfels und die Burg Hof am Regen erworben hatte. Fischbach und Stockenfels verfügten bis 1806 auch über die Halsgerichtsbarkeit; diese wurde dann aber eingezogen und beide wurden zu einem Patrimonialgericht. Wilhelm Karl Johann Graf von Eckart beantragte am 10. Dezember 1819 ein Patrimonialgericht I. Klasse zu Leonberg, was ihm auch genehmigt wurde. Dieses bezog sich auf Fischbach, Stockenfels, Hof am Regen, Zangenfels und Stefling. Das Patrimonialgericht Fischbach hatte bis zur allgemeinen Auflösung der adeligen Gerichtsbarkeit 1848 bestand.
Wilhelm Karl Johann Graf von Eckart starb 1828. Besitznachfolgerin wurde seine Tochter Katharin Eugenie, die den französischen General Karl Graf DuMoulin heiratete. Deren ältester Sohn Karl Eduard Marcell erscheint bereits 1822 in den bayerischen Adelsmatrikeln als Graf von der Mühle. Seit 1857 nannte er sich Graf von der Mühle-Eckart oder Graf Du Moulin-Eckart.
Heute ist die Anlage weiter im Besitz der Gräfinnen von der Mühle-Eckart.

## Schloss Fischbach heute
In dem ehemaligen Schloss ist jetzt das gräfliche Forstamt untergebracht. Es ist ein zweigeschossiger Walmdachbau aus der Zeit von 1726/27, im Kern älter. Der breite, mittlere Fletz verläuft in Ost-West-Richtung und besitzt eine Stuckdecke. Im Obergeschoss befindet sich ein Saal mit Allianzwappen des Bauherrn Georg Sigismund Christoph Graf von Thürheim und seiner Frau Maria Katharina Freiin von Closen auf Haidenburg. Mehrere großzügige Räume besitzen stuckierte Decken mit Rahmenstuck, Akanthus-, Palmwedel- und Muschelformen.
1860 wurden die vier Ecktürme und das oberste Stockwerk entfernt. Die Ostseite mit Kirche St. Jakob verbunden. Das ein- bzw. zweigeschossige Ökonomiegebäude stammt aus dem 17.–19. Jahrhundert, die östlich angebaute Scheune ist ein Neubau. Ein zweischiffiger gewölbter ehemaliger Pferdestall liegt im Südwesten. An der Westecke des Schlosses befindet sich ein Anbau mit Pultdach und einer Tordurchfahrt mit Kreuzgewölbe. Ebenso sind noch Teile der früheren Schlossmauer erhalten.